# Batalla de Cartagena (1643)
La batalla de Cartagena (en francés: Bataille de Carthagène), también conocida como la batalla del cabo de Gata, fue una confrontación militar naval ocurrida el 3 de septiembre del año 1643 entre los españoles, dirigidos por Martín Carlos de Mencos y Joos Petersen, y los franceses, liderados por Jean Armand de Maillé-Brézé, en el contexto de la Guerra de los Treinta Años. El encuentro, que tuvo lugar en las aguas entre el cabo de Gata y la ciudad de Cartagena, se saldó con una victoria francesa.

## Antecedentes
Poco después de la revuelta que supuso el Corpus de Sangre, el ejército de Felipe IV ocupó Tortosa y Tarragona, y el 17 de enero de 1641, ante la alarmante penetración del ejército castellano, Pau Claris, al frente de la Generalidad de Cataluña, proclamó la República Catalana acordando una alianza política y militar con Francia, lo que ponía a Cataluña bajo la obediencia de Luis XIII de Francia. Pocos días después, con la ayuda del ejército francés, la Generalidad obtuvo una importante victoria militar en la batalla de Montjuic del 26 de enero de 1641, y las tropas castellanas se retiraron a Tarragona.
El 4 de mayo de 1641, el grupo francés de Henri d'Escoubleau de Sourdis se presentó delante de Tarragona e inició el bloqueo de la ciudad con las tropas de tierra de Philippe de La Mothe-Houdancourt. Durante los meses de mayo y junio, se luchó en los alrededores de Tarragona; el Fuerte de Salou cayó en poder de los franceses el 9 de mayo y la batalla de Constantí se libró el 13 de mayo. Después de la derrota del 30 de junio al 4 de julio de 1641 en la primera batalla de Tarragona, los españoles prepararon un nuevo contingente al mando de García Álvarez de Toledo y Mendoza, que consiguió entregar provisiones en la ciudad e hizo huir el grupo francés en el Rosellón.
Una columna castellana de 4500 hombres salió de Tarragona el 23 de marzo de 1642 para socorrer al Rosellón, que había quedado aislado en el norte, pero serían derrotadas a medio camino y Collioure cayó el mes de abril. En mayo, los españoles retiran los tercios que estaban en Rosas con una escuadra de 78 naves y el Rosellón caería completamente en manos franco-catalanas. De esta manera, los objetivos de Richelieu y Luis XIII de Francia de controlar los condados norcatalanes quedaban satisfechos, y por tanto se dieron por acabadas las operaciones principales. Además, el 4 de diciembre de 1642 moría Richelieu, y el 14 de mayo de 1643, Luis XIII, empezando una época de mucha agitación en Francia que permitió a los españoles recuperar progresivamente territorio en el Principado.

## La batalla
La marina española no osaba aparecer por las costas catalanas y Jean Armand de Maillé-Brézé, buscando la superioridad francesa en el Mediterráneo, fue en busca de la escuadra española hasta que la encontró en las costas del Cabo de Gata. Estaba compuesta por el grupo de Dunkerque de Joos Petersen, el del Reino de Nápoles y el del mar océano de Martín Carlos de Mencos.
A las siete de la mañana del 3 de septiembre de 1643, contando con naves de mucha más calidad militar, Brézé ordenó el ataque de cuatro galeones contra naves españolas separadas del resto, contando con el viento a favor. El resto de naves abordó sin fuego de artillería contra al grupo español para intentar, en vano, romper la línea, con lo que se abrió fuego de artillería y mosquetes y los brulotes, hundiendo algunos barcos y provocando la huida del grupo español al puerto de Cartagena a la noche.
Las galeras del duque de Fernandina cerraron el puerto para impedir la entrada de los franceses.

## Consecuencias
Todo el comercio entre España e Italia se hizo así imposible. Sin embargo, la victoria duró poco para los franceses, ya que el dominio español en la región volvió cuando la flota francesa decayó tras la muerte del cardenal Richelieu.